# 麥凱爾溫山
81°54′S 89°30′W / 81.900°S 89.500°W
麥凱爾溫山（英語：Mount Macelwane），是南極洲的山峰，位於埃爾斯沃思地，屬於納什山的一部分，在1958年12月14日由美國探險隊定位，現時由南極條約體系管理。